# Aiora Zulaika
Aiora Zulaika Soroa (Lasarte-Oria, 8 de octubre de 1975) es una payasa del grupo Pirritx, Porrotx y MariMotots, concretamente de Pirritx. Fue también concejal de Euskal Herritarrok en Lasarte-Oria y actualmente vive en Tolosa. Aiora entró a los 23 años en el grupo de payasos que entonces se llamaba Takolo, Pirritx y Porrotx y lleva 26 años en el mismo. Ha realizado más de 20 discos y obras de teatro con el grupo de payasos y ha publicado varias películas.

## Trayectoria

### Inicios
Aiora supo desde pequeña que quería ser payaso, pero de joven empezó a estudiar arte y, de hecho, formalmente tiene estudios de Bellas Artes. Además, Aiora siempre ha estado inmersa en el movimiento popular y, en ese ambiente, se cruzó con Takolo y Porrotx. Cada 4 años se celebra una maratón de 40 horas en Lasarte-Oria y en ella conoció a Agustin Mujika (Takolo) y Joxe Mari Agirretxe (Porrotx). Tras terminar la maratón y estudiar Bellas Artes, el equipo de payasos la contactó para que hiciera un trabajo con ellos y Aiora, por supuesto, accedió. Ahí comenzó la carrera de Aiora como payaso.
En el primer año, Aiora interpretó el personaje de la tía Maritxu, pero quien interpretaba a Pirritx ya había dejado claro que tomaría otro camino y, poco a poco, Aiora empezó a hacer las pruebas de Pirritx. Reemplazó regularmente a Pirritx (Ainhoa Beristain), hasta que finalmente se fue y ella asumió su papel. Desde entonces, Aiora es quien ejerce de Pirritx.

### Hoy en día
A día de hoy, además de seguir interpretando a Pirritx, Aiora está estudiando para ser profesora en la Facultad de Humanidades y Ciencias de la Educación de la Universidad de Mondragón, en concreto, educación infantil.

## Obras de teatro y álbumes
- Baserrian (1998-1999)
- Plisti plasta (1999-2000)
- Parrandan (2000-2001)
- Aupa Kintxo! (2001-2002)
- Beti zuekin… Katxiporreta! (2002-2003)
- Poxpolin Marisorgin (2003-2004)
- Patata-patata! (2004-2005)
- Maite zaitut (2005-2006)
- Mari Motots (2006-2007)
- Eskerrik asko! (2007-2008)
- Piratak (2008-2009)
- Irrien Lagunak (2009-2010)
- Ongi etorri Pupu eta Lore (2010-2011)
- Zazpikoloroa (2011-2012)
- Sentitu, pentsatu, ekin! (2012-2013)
- Bizipoza (2013-2014)
- Txo MikMak txikia (2014-2015)
- Amalur / Euri tanta banintz (2015-2016)
- Tipi-tapa korrika / Haizearen herrira (2016-2017)
- Borobilean / Antzinako zuhaitza (2017-2018)
- Musua / Familia milakolore (2018-2019)
- Bizi dantza / Irri dantza (2019-2020)
- Amaren intxaurrak (2020-2021)
- Kuikui (2021-2022)
- Urteak bete, abenturak bizi! (2022-2023)
- Ez gara jaitsiko! (2023-2024)